# Грмошчица
{{Taxobox
| image = Armillaria tabescens.JPG
| regnum = 
| divisio = 
| classis = 
| ordo = 
| familia = 
| genus = 
| species = 
| binomial = 
| binomial_authority = (Scop.) Emel (1921)
| synonyms = -{
Agaricus gymnopodius Bull. (1798)

Agaricus gymnopodius sensu Quelét (1948)

Agaricus monadelphus Morgan (1883)

Agaricus socialis DC. (1815)

Agaricus tabescens Scop. (1772)

Armillaria mellea var. tabescens (Scop.) Rea & Ramsb. (1917)

Armillaria socialis (DC.) Herink (1973)

Armillariella tabescens (Scop.) Singer

Clitocybe gymnopodia sensu Kühner & Romagnesi (1953)

Clitocybe gymnopodia (Bull.) Gillet (1874)

Clitocybe monadelpha (Morgan) Sacc. (1887)

Clitocybe socialis (DC.) Gillet (1874)

Clitocybe tabescens (Scop.) Bres. (1928)

Collybia tabescens (Scop.) Fr.

Flammula gymnopodia (Bull.) Quél. (1873)

Lentinus caespitosus Berk. (1847)

Monodelphus caespitosus (Berk.) Murrill, (1911)

Omphalia gymnopodia sensu Quélet 

Pholiota gymnopodia (Bull.) A.F.M.Reijnders (1998)

Pleurotus caespitosus (Berk.) Sacc. (1887)

Pocillaria caespitosa (Berk.) Kuntze (1891)
}-
}}
Грмошчица или грмача (Armillariella tabescens) је јестива гљива коју можемо наћи у густим грмовима, на пању и около њега, често се може наћи у коријењу, као паразит на листопадном дрвећу (чешће на храстовом и кестенастом а рјеђе на буковом и багремовом). Највише се може наћи у Хрватској, и ту је најчешће виђена док се у осталим крајевима мање проналази. Воли топла, сунчана станишта, те успјева и на Јадрану а затим у сјеверној Африци, на Флориди па чак и у тропима.

## Клобук
Клобук грмошчице износи од 4 до 15 cm, у свим фазама је испупчен (није никад пљоснат, нити удубљен), увијек са заобљеном средишњом избочином. По том избоченом тјемену, а често и шире је сува, храпава кожица распуцана на ситније крљушти и на крупнија поља тако да на површину провирује бијело месо. Крај клобука није урезан. Клобук му је боје меда, жутосмеђ до црвенкастосмеђ, па понекад и смеђ, а понекад свијетао тако да изгледа као да је бијел. Иако се могу наћи и такви примјери, највише их има да су кожнатожути. Крљушти су им разнолике, а често и ушиљене, тамније од основе тако да према крају клобук изгледа знатно свјетлији.

## Листићи
Листићи су код грмошчице мање-више силазни, танки, средње густи. Помијешани са ламелулама, каткад широки - каткад уски. Бијели су, евентуално се на њима може пронаћи дашак меснатог или изабел тона; старији се тачкасто смеђе или попут рђе мрљају.

## Стручак
Стручак је величине од 6-10-(12)/(0.6)-0.8-1.8 cm, ваљкаст, тек се у дну корјенасто сузује. Стручак им је гладак, без бразда, го, само понекад при врху са ситним смећкастожутим пахуљицама, а у дну с неколико влаканаца. Без прстена и без прсенолике зоне, једноставно постепено одозхо надоље тамнији (од бијелог врха до црно/смеђег дна). Било пун, било цјеваст, било у потпуности шупаљ. Тврд али ни целулозан ни плутаст.

## Месо
Месо је танко, еластично но у устима је мекано а у дебљем дијелу клобука и у горњем дијелу стручка бијело, остло смеђим прожето. Укус меса је благ, изузетно након дужег жвакања мало опор; мирис је угодно освјежавајућ но слаб.

## Отрусина
Отрусина је код грмошчице истакнуто бијела.

## Микроскопија
Споре hyaline, neamyloidne, цилиндрично до капљолико елипсоидне: 8.5-12/5-7 mi. Оштрица је фертилна без cystida или стерилних длачица.

## Доба
(VII) VIII-X (XI)

## Јестивост
Прилично добра, јестива врста, прикладна поглавито за супу, барење и кисељење.

## Сличне врсте
Много се мјеша са пузама (Armillariella melea) на које заиста упадљиво личе, али се грмошчица од њих разликује по томе што нема ни трага прстену на стручку. Од отровних сумпорача разликује се по својим, у основи, бијелим листићима и бијелом отрусном те по благом укусу меса.